# アイスホッケーサウジアラビア代表
アイスホッケーサウジアラビア代表（アイスホッケーサウジアラビアだいひょう、英語: Saudi Arabia national ice hockey team）は、サウジアラビアの男子アイスホッケーナショナルチームである。現在のところ、国際アイスホッケー連盟には加盟していない。

## 主な試合
|                | 年月日        | 場所                     | 得失点                               |
| -------------- | ------------- | ------------------------ | ------------------------------------ |
| 国際試合初登場 | 2010年5月25日 | クウェート, クウェート市 | サウジアラビア 3 クウェート 10       |
| 最多得点差勝利 | 2010年5月29日 | クウェート, クウェート市 | サウジアラビア 3 オマーン 1          |
| 最多得点差敗北 | 2010年5月27日 | クウェート, クウェート市 | サウジアラビア 1 アラブ首長国連邦 14 |